# Авгит
Авги́т (от др.-греч. αὐγή — «сияние, блеск») — минерал, который относится к цепочечным силикатам (пироксенам). Его кристаллы имеют нередко блестящие грани. Авгит является важным породообразующим минералом некоторых изверженных пород. Он содержит алюминий и другие металлы, например, железо, кальций, олово. Цвет обычно темно-серый или зеленый. Тусклый и массивный авгит иногда образует крупные призматические кристаллы. Входит в состав андезита, базальта, диабаза и других изверженных горных пород преимущественно основного характера.

## Химический состав
Химический состав авгита гораздо сложнее, чем у других пироксенов. Почти постоянно устанавливаются избыток MgO, FeO и, что особенно важно, обогащение Al2О3 (до 4—9 %) и Fe2O3, а также Na2O. Обычны примеси Na, K, Mn, реже Ni, V, Cr. Статус авгита как минерального вида не вполне ясен. Богатые кальцием авгиты приближаются по составу к диопсидам — геденбергитам, бедные кальцием — к пижонитам. Для богатых кальцием авгитов — феррогеденбергитов характерно высокое содержание Na2O (до 2 %), Al2О3 (до 9—10 %) и TiO2 (до 5—6 %), для всех магнезиальных авгитов — повышенное содержание Cr2O3 (до 2 %). Помимо главных компонентов, авгиты обычно содержат большое количество элементов-примесей.
Авгит условно разделен по содержанию Fe и Mg (в ат. %) на следующие разновидности:
1. Магнезиальный авгит Mg (45—70 %), Fe (0—10 %).
2. Авгит (собственно) Mg (30—60 %), Fe (10—40 %)
3. Ферроавгит Mg (10—40 %), Fe (30—60 %).
4. Феррогеденбергит Mg (0—10 %), Fe (45—70 %).

## Месторождение
Авгит чаще всего встречается в некоторых магматических эффузивных породах основного состава: андезитах, фонолитах, базальтах, в их туфах и вулканических пеплах. В этих породах иногда можно встретить довольно крупные кристаллы характерной формы. В постмагматическую стадию для авгита, как и для других моноклинных пироксенов, устанавливаются явления замещения его минералами группы амфибола. Под микроскопом нередко удается наблюдать, что роговая обманка в этих случаях развивается как единое целое с сохранением формы пироксена. Подобные псевдоморфозы носят название уралита (впервые были установлены на Урале). При гидротермальном изменении изверженных горных пород авгит, разлагаясь, часто подвергается замещению эпидотом, хлоритами, кальцитом и другими минералами.
Являясь минералом магматического происхождения, авгит широко распространен практически на всех континентах. Российские месторождения располагаются на Урале, Кольском полуострове, Камчатке, Восточных регионах Сибири, Магадане, Карелии и Якутии. На Украине залежами авгита богата Донецкая область. В Европе добывают в Италии (там находят самые чистые и красивые кристаллы), Чехии, Словакии, Германии.
Африканские государства Кения и Намибия гордятся залежами авгита. Даже в Гренландии находят этот минерал. Разработки самоцветов также ведутся в Индии, Японии, Австралии, Китае, Пакистане, Мексике, США. В земной коре разновидностей авгита до 4%, но как самостоятельное полезное ископаемое минерал не добывается.

## Практическое значение
Авгит является доступным поделочным минералом, его используют для изготовления поделок и недорогих украшений (особенно в Турине и Шамуни). Обработанный авгит выглядит красиво и эстетично, однако высокая хрупкость камня не позволяет использовать его в отделке и оформлении интерьеров. В других сферах промышленности минерал также не нашел применения.

## Сопутствующие минералы
Плагиоклазы, биотит, магнетит, пирит, халькопирит и другие. Сходные минералы: роговая обманка.